# 회심곡
회심곡은 2013년 12월 27일 제주특별자치도의 향토유산 제5호로 지정되었다.

## 지정 사유
회심곡은 불교음악으로 일반대중의 포교를 위해 널리 불렸던 곡이나 민간에서 전승되는 부모은중경의 형태로 변형되어 꾸준히 불리던 노래로 인정인은 회심곡의 저변확대를 위해 꾸준히 노력하였으며 2003년 향토문화유산의 무형분야로 관리되어 온 만큼 향토유산으로 지정 보호할 가치가 크다.